# Edhem Mulabdić
Edhem Mulabdić (25. prosince 1862 Maglaj, osmanská říše – 29. ledna 1954 Sarajevo, Federativní lidová republika Jugoslávie) byl bosenskohercegovský pedagog a spisovatel bosňáckého původu. Své publicistické texty často uveřejňoval pod pseudonymy (Ašik-Garib, Edhem, Ekrem aj.).

## Život
Nedostatek pramenů nedovoluje stanovit přesný rok Mulabdićova narození; katalogový list Učitelské školy v Sarajevu uvádí rok narození 1862, nicméně sám autor uvažoval o letech 1864 či 1865.
Narodil do materiálně zajištěné rodiny Mulabdićů. Selim, chotárský finanční úředník, a Nura rozená Bektaš přivedli na svět syny Mehmeda, Đulagu a Edhema. Původní rodinné příjmení Kuršumlić podle maglajské mešity Kuršumlija (kurşun je turecky olovo), kde Edhemův pradědeček a dědeček Mustafa působili jako imámové, nahradilo spojení titulu a jména jeho předka muly Abdiji.
Vstup rakousko-uherských vojsk do Bosny a Hercegoviny roku 1878 přivodil rodinnou tragédii; během tuhých bojů a následného chaosu v Maglaji byla zastřelena jeho matka Nura, mladší bratr Đulaga byl raněn a starší bratr Mehmed padl v řadách muslimských povstalců proti habsburské okupaci.
V rodném Maglaji dokončil mekteb a ruždii, nižší muslimské školy. Poté se zaměstnal jako úředník. Roku 1887 se na podnět maglajského učitele Miloše Linty a s finanční pomocí starosty Mustaj-bega Uzeiragiće zapsal do Učitelské školy v Sarajevu, po jejímž dokončení roku 1890 získal místo pomocného učitele v Brčku. Nedlouho poté se zaměstnal jako pedagog světských předmětů Daru-l-mualliminu (1891–1902, s definitivnou od 1893), muslimské učitelské přípravce, a prefekt čekatelského konviktu v rámci Učitelské školy v Sarajevu (1899–1902). Nato působil coby učitel-ekonom v Šarí‘atské soudní škole (1902–1910) a školní inspektor a nakonec ředitel muslimské vyšší dívčí školy v Sarajevu (1915–1924). Roku 1900 v Záhřebu složil učitelskou zkoušku, nezbytnou pro pedagogy v měšťanských školách.
Ještě jako frekventant učitelské přípravky se stal odpovědným redaktorem sarajevského listu Bošnjak (srpen 1892–do konce 1894). Společně s pedagogem Safvet-begem Bašagićem a úředníkem Osmanem Nuri Hadžićem roku 1900 založil list Behar (Květ, šéfredaktorem 1901–1906), první muslimské kulturní periodikum v Bosně a Hercegovině. S činorodým Bašagićem inicioval i vznik muslimského podpůrného spolku Gajret (Úsilí), v něm byl místopředsedou (1905–1906) a pokladníkem (1906–1908) a vedle toho krátce i šéfredaktorem stejnojmenného časopisu (1907).
V parlamentních volbách do sněmovny Království Srbů, Chorvatů a Slovinců roku 1923 získal poslanecký mandát pod hlavičkou Jugoslávské muslimské organizace, který si udržel až do zavedení královské diktatury roku 1929. Roku 1923 se téžspolupodílel na založení muslimského podpůrného a kulturního spolku Narodna uzdanica (Lidová opora), jenž mimo jiné propagoval muslimsko-chorvatskou vzájemnost. V tomto spolku pak mezi lety 1929 a 1945 vykonával post předsedy a krátce i šéfredaktora jeho tiskového orgánu Novi behar (Nový Květ, 1930). Za druhé světové války jako umírněný kroatofil udržoval styky s vysokými funkcionáři fašistického Nezávislého státu Chorvatsko, nicméně odmítl jakoukoli politickou či úřednickou funkci. Krátce po válce byl přesto komunistickým režimem obviněn z kolaborace s ustašovci a odsouzen k 5 letům vězení, ve vězení nicméně strávil jen 10 měsíců a 23. března 1946 byl předčasně propuštěn.
Do literatury vstoupil jako prozaik, mimoto je autorem prvního a ve své době populárního bosňáckého románu Zeleno busenje (Zelené trsy, 1898). Jeho tvorba byla ovšem poznamenána schematismem a společenskou angažovaností. Coby zarytý propagátor modernizace hájil vzdělávání muslimské mládeže, dívek nevyjímaje, a kulturní a společenskou europeizaci Bosňáků.

## Dílo
- Zeleno busenje (Zelené trsy, Zagreb 1898, rozš. Zagreb 1944, Sarajevo 1991, 1995, 2002, 2006, 2009, Maglaj 1998), román
- Miraska (1898), drama
- Na obali Bosne (Na břehu Bosny, Zagreb 1900, Mostar 1998, součást dvojknihy Bez nade / Na obali Bosne, Sarajevo 2007), sbírka povídek
- Crtice (Črty, Sarajevo 1907), sbírka povídek
- Nova vremena (Nové časy, Mostar 1914, 2016, Maglaj 2016), román
- Teška vremena (Těžké časy, 1930), drama
- Svak na posao (Všichni do práce, Sarajevo 1934), drama
- Đerzelez Alija (1941), drama
- Izabrane pripoviesti (Vybrané povídky, Zagreb 1944)
- Izabrana djela I–II (Vybrané spisy: Zeleno busenje, Pripovijetke, ed. Alija Isaković, 2 sv., Sarajevo 1974)
- Izbor iz djela (Výběr z díla, Maglaj 1997)
- Zeleno busenje / Pripovijetke (Novi Pazar 2010), reedice starších děl v jedné knize